# Blood on the Dance Floor (canção)
"Blood on the Dance Floor" é uma música do cantor e compositor norte-americano Michael Jackson, lançada como single do álbum Blood on the Dance Floor - HIStory in the Mix, no ano de 1997. A música foi produzida para o álbum Dangerous, entretanto ela não foi escolhida na seleção final do disco e acabou ficando de fora do mesmo. Foi a única música do álbum de remix a entrar para a HIStory World Tour.

## Música
Teddy Riley sugeriu o título da canção a Michael em 1991, enquanto ele gravava o álbum Dangerous. Os dois compuseram a canção juntos. A intenção de Riley era que a música fosse incluída em Dangerous como faixa-bônus. Entretanto, Michael se recusou a adicioná-la, afirmando que o álbum já estava completo. Anos mais tarde, Riley não gostou de não ter sido chamado para "atualizar" a canção, alegando que a canção estava "velha demais" para o ano em que foi lançada. A canção tem uma mistura inusitada de ritmos já explorados por Jackson como rock, funk e New Jack Swing. Na faixa Jackson usa todas as suas marcas vocais.
A canção fala de uma mulher predatória chamada "Susie", que tenta seduzir Jackson ao mesmo tempo em que conspira contra ele usando uma faca. Um critico do New York Times, sugeriu que "Susie" seria uma metáfora para a AIDS. Porém isso foi negado por Jackson em uma entrevista a Adrian Grant. O videoclipe explora ao máximo a história contada na letra da música.
Lançado como o primeiro single de Blood on the Dance Floor - HIStory in the Mix  e único nos E.U.A, onde o álbum não foi muito divulgado. Entretanto, na Europa, a música fez um grande sucesso especialmente em boates e baladas. Para se ter uma ideia, a canção foi #1 na Espanha e no Reino Unido, enquanto nos E.U.A ela foi #42. A música também foi #1 na Nova Zelândia, #2 na Noruega, Suécia e na Finlândia, #5 na Austrália e na Suíça e top #10 em outras localidades.

## Videoclipe
O clipe da canção foi dirigido por Michael Jackson e Vincent Paterson. Contava com a participação de Sybil Azur como Susie. O clipe explora ao máximo a sensualidade de Jackson e tem um estilo meio latino. Existem três versões diferentes do clipe, a original presente no DVD Number Ones, a versão "Refugee Camp Mix" do DVD History e uma versão com camera em 8 milímetros. Jackson tinha adorado a última versão, mas a Sony se recusou a lançá-la. O video ganhou o Brazilian TVZ Video Award de "Melhor vídeo internacional do ano".

## Single
UK Single # 1
1. Blood On The Dance Floor – 4:11
2. Blood On The Dance Floor (TM's Switchblade Mix) – 8:39
3. Blood On The Dance Floor (Refugee Camp Mix) – 5:27
4. Blood On The Dance Floor (Fire Island Vocal Mix) – 8:57
5. Blood On The Dance Floor (Fire Island Dub) – 8:57

UK Single # 2
1. Blood On The Dance Floor – 4:11
2. Blood On The Dance Floor (TM's Switchblade Edit) – 3:22
3. Blood On The Dance Floor (Fire Island Radio Edit) – 3:51
4. Dangerous (Roger's Dangerous Edit) – 4:41

US Single
1. Blood On The Dance Floor - 4:11
2. Blood On The Dance Floor (TM's Switchblade Edit) - 3:22
3. Blood On The Dance Floor (Refugee Camp Edit) - 3:19
4. Blood On The Dance Floor (Fire Island Radio Edit) - 3:51
5. Blood On The Dance Floor (TM's Switchblade Mix) - 8:39
6. Dangerous (Roger's Dangerous Club Mix) - 6:55

EUA Single
1. Blood On The Dance Floor - 4:11
2. Blood On The Dance Floor (Fire Island Vocal Mix) – 8:57
3. Blood On The Dance Floor (TM's Switchblade Mix) - 8:39
4. Dangerous (Roger's Dangerous Club Mix) - 6:55

iTunes EP
1. Blood On The Dance Floor – 4:11
2. Blood On The Dance Floor (TM's Switchblade Edit) – 3:22
3. Blood On The Dance Floor (Refugee Camp Edit) – 3:19
4. Dangerous (Roger's Dangerous Edit) – 4:41

Remixes Oficiais
1. Blood On The Dance Floor (Album Version)– 4:11
2. Blood On The Dance Floor (Extended Video Version)– 5:12
3. Blood On The Dance Floor (Acapella) – 3:18
4. Blood On The Dance Floor (TM's Switchblade Edit) – 3:22
5. Blood On The Dance Floor (TM's Switchblade Mix) – 8:39
6. Blood On The Dance Floor (TM's Switchblade Mix 2) – 8:53
7. Blood On The Dance Floor (TM's O-Positive Dub) – 8:03
8. Blood On The Dance Floor (T&G Pool of Blood Dub) – 7:21
9. Blood On The Dance Floor (Refugee Camp Edit) – 3:19
10. Blood On The Dance Floor (Refugee Camp Mix) – 5:20
11. Blood On The Dance Floor (Refugee Camp Dub) – 3:34
12. Blood On The Dance Floor (Refugee Camp Acapella) – 3:19
13. Blood On The Dance Floor (Fire Island Radio Edit) – 3:52
14. Blood On The Dance Floor (Fire Island Vocal Mix) – 8:55
15. Blood On The Dance Floor (Fire Island Dub) – 8:55

## Desempenho nas paradas musicais
| Parada musical (1997)                     | Posição |
| ----------------------------------------- | ------- |
| Austrália - Australian Singles Chart      | 5       |
| Áustria - Austrian Singles Chart          | 9       |
| Bélgica - Belgium (Vl)                    | 11      |
| Bélgica - Belgium (Wa)                    | 11      |
| Países Baixos - Dutch Singles Chart       | 7       |
| Finlândia - Finnish Singles Chart         | 2       |
| França - French Singles Chart             | 10      |
| Alemanha - German Singles Chart           | 5       |
| Itália - Italian Singles Chart            | 1       |
| Nova Zelândia - New Zealand Singles Chart | 1       |
| Noruega - Norwegian Singles Chart         | 2       |
| Roménia - Romanian Singles Chart          | 4       |
| Espanha - Spanish Singles Chart           | 1       |
| Suécia - Swedish Singles Chart            | 2       |
| Suíça - Swiss Singles Chart               | 5       |
| Reino Unido - UK Singles Chart            | 1       |
| Estados Unidos - Billboard Hot 100        | 42      |